# Palau dels Sanjoans
El Palau dels Sanjoans és un edifici nobiliari situat a Cinctorres (els Ports, País Valencià) que va pertànyer a la família dels Sant Joan de la qual pren el nom de la casa-palau.
L'edifici és del segle xv, tot i que l'actual estructura és del xvii, d'estil gòtic aragonès tot i que les successives remodelacions li han conferit aspectes típics del neobarroc. Es tracta d'un edifici de planta rectangular amb dues altures amb una torre quadrada amb coberta a quatre aigües en el vèrtex de la qual apareix la Creu de Malta.
La façana del Palau dels Sanjoans és de pedra on destaca un ràfec de fusta decorada amb doble ordre de permòdols. A l'interior conserva els escuts heràldics en policromia dels Sanjoans, família que va lluitar durant la Guerra del Francés en el segle xix. Però el més rellevant és segurament el paviment i la decoració de les parets amb ceràmica zoomòrfica i les escales interiors de fusta treballada.
Actualment és propietat de la Diputació Provincial de Castelló qui la té cedida a l'Ajuntament amb la finalitat de museu i activitats culturals.